# Agrostis curvifolia
Agrostis curvifolia é uma espécie de gramínea do gênero Agrostis, pertencente à família Poaceae.